# Gaurax solida
Gaurax solida är en tvåvingeart som först beskrevs av Becker 1910.  Gaurax solida ingår i släktet Gaurax och familjen fritflugor. Inga underarter finns listade i Catalogue of Life.